# Heckler & Koch
Heckler & Koch GmbH — німецька компанія з виробництва стрілецької зброї, заснована у 1949 році. Один із провідних постачальників армії та поліції Німеччини та інших країн світу. Штаб-квартира компанії розташована в місті Оберндорф-ам-Неккар, земля Баден-Вюртемберг.
Heckler & Koch GmbH — одна з найплідніших серед сучасних виробників стрілецької зброї; окрім автоматичних гвинтівок, пістолетів-кулеметів і пістолетів вона випускає безліч моделей кулеметів. Компанія випускає кожну модель у версіях стрічкового і магазинного постачання набоїв, крім того деякі мають різні калібри: НАТО 7,62 мм або 5,56 мм з подальшою варіацією останнього: під новий патрон SS 109 або старий американський M193.

## Історія

### Заснування

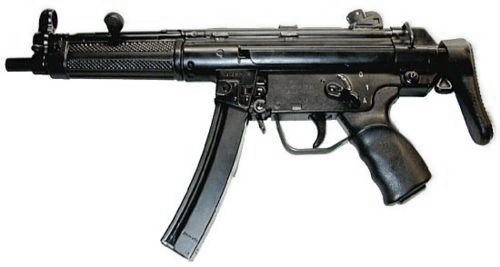
Один з символів компанії — пістолет-кулемет MP-5

Історія фірми Heckler und Koch починається у 1949 році. Після того, як у 1945 році французькими військами був знищений збройний завод фірми Mauser, провідні інженери (Едмунд Хеклер, Теодор Кох і Алекс Сидель) врятували, що змогли, з-під уламків, і це, власне, й стало початком заснування нової компанії з виробництва зброї.
У грудні 1949 року фірма Heckler and Koch GmbH була офіційно зареєстрована, однак спочатку основним заняттям було не виробництво зброї, а допомога у відновленні країни від наслідків Другої світової війни. Фірма випускала машинобудівне обладнання, швейні машини, вимірювальне обладнання та багато іншого. Ситуація змінилася в 1956 році, коли для озброєння Бундесверу було потрібно нову зброю. Використовуючи напрацювання фірми Mauser, інженери H&K створили гвинтівку G3, яка потрапила на озброєння вже в 1959 році. Система автоматики G3 була запозичена в однієї з розробок фірми Mauser (напіввільний затвор з роликовим уповільненням) і стала свого роду візитною карткою безлічі зразків зброї, що випускається під маркою H&K. Гвинтівка вийшла дуже вдалою, як в плані надійності, так і в плані вартості, оскільки інженери H&K замість дорогої верстатної обробки широко використовували штампування.

### Набуття популярності
У середині 60-х фірма на базі G3 випускає пістолет-кулемет MP5, який дуже швидко став одним з найпопулярніших пістолетів-кулеметів у світі, ставши на озброєння багатьох спецслужб різних країн (у тому числі і США). Модельний ряд серії MP5 розширювався протягом 30 років і на сьогоднішній день MP5 має близько десятка модифікацій, включаючи моделі SD (з інтегрованим глушником) і MP5K (укорочені MP5).
Крім MP5, на базі G3 також були випущені снайперські гвинтівки PSG-1 і MSG-90.
У 60-х роках H&K почала розробку досить унікальної штурмової гвинтівки G11, яка повинна була замінити G3. Унікальність полягала, по-перше, в боєприпасі (використовувалися безгільзові патрони калібру 4,7 мм), по-друге, в системі автоматики (при стрільбі з відсіченням по 3 постріли відбій починав діяти на стрільця після покидання всіма трьома кулями каналу ствола). До 1990 року розробка була завершена і G11 почала надходити на озброєння, однак незабаром програма переозброєння була закрита через брак фінансів внаслідок падіння берлінської стіни і вимоги НАТО з уніфікації боєприпасів.
Згортання програми G11 сильно підірвало фінансовий стан фірми, в результаті компанія, що знаходилася на межі банкрутства, була придбана британським концерном Royal Ordnance. Heckler&Koch утрималася на плаву завдяки тому, що виконала замовлення британської армії з модернізації гвинтівок L85A1 від безлічі наявних проблем.

### Сучасність
У 2002 British Aerospace/Royal Ordnance продала Heckler&Koch приватним інвесторам Heckler and Koch Beteiligungs GmbH.
У липні 2003 відбувся поділ виробництва на оборонно-збройне та спортивно-мисливське. Для ведення бізнесу в новому, цивільному сегменті ринку була заснована фірма Heckler&Koch Jagd und Sportwaffen GmbH (HKJS).

## Асортимент

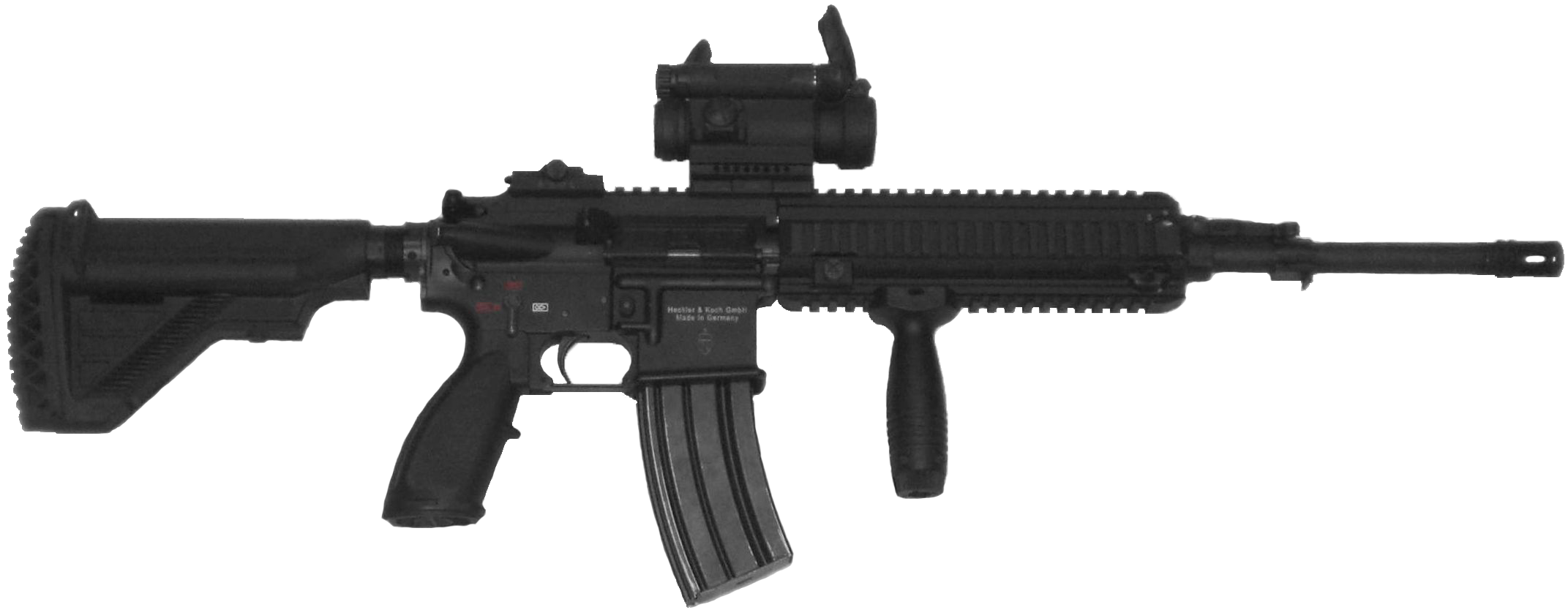
HK416

- G3
- MP-5
- MP-7
- AG36
- G36
- PSG-1
- MSG-90
- UMP
- USP
- P7
- P8
- MG4
- HK 416
- HK 417
- HK XM8
- HK GMG
- HK VP9